# 暗缟鰕虎鱼
暗缟鰕虎鱼（学名：Tridentiger obscurus）为鰕虎鱼科缟鰕虎鱼属的鱼类，俗名三叉虎鱼、缟虎鱼。分布于朝鲜、日本、前苏联远东海区以及沿海等。该物种的模式产地在长崎。